# Pseudochthonius yucatanus
Pseudochthonius yucatanus är en spindeldjursart som beskrevs av William B. Muchmore 1977. Pseudochthonius yucatanus ingår i släktet Pseudochthonius och familjen käkklokrypare. Inga underarter finns listade i Catalogue of Life.